# Mount Erie
Mount Erie és una població dels Estats Units a l'estat d'Illinois. Segons el cens del 2000 tenia 105 habitants.

## Demografia
Segons el cens del 2000, Mount Erie tenia 105 habitants, 47 habitatges, i 32 famílies. La densitat de població era de 104 habitants/km².
Dels 47 habitatges en un 25,5% hi vivien nens de menys de 18 anys, en un 53,2% hi vivien parelles casades, en un 14,9% dones solteres, i en un 31,9% no eren unitats familiars. En el 29,8% dels habitatges hi vivien persones soles el 8,5% de les quals corresponia a persones de 65 anys o més que vivien soles. El nombre mitjà de persones vivint en cada habitatge era de 2,23 i el nombre mitjà de persones que vivien en cada família era de 2,66.
Per edats la població es repartia de la següent manera: un 24,8% tenia menys de 18 anys, un 7,6% entre 18 i 24, un 21% entre 25 i 44, un 24,8% de 45 a 60 i un 21,9% 65 anys o més.
L'edat mediana era de 40 anys. Per cada 100 dones de 18 o més anys hi havia 119,4 homes.
La renda mediana per habitatge era de 23.750 $ i la renda mediana per família de 33.333 $. Els homes tenien una renda mediana de 18.750 $ mentre que les dones 15.625 $. La renda per capita de la població era de 10.532 $. Aproximadament el 12,5% de les famílies i el 19,2% de la població estaven per davall del llindar de pobresa.

## Poblacions més properes
El següent diagrama mostra les poblacions més properes.